# サイバーダイン

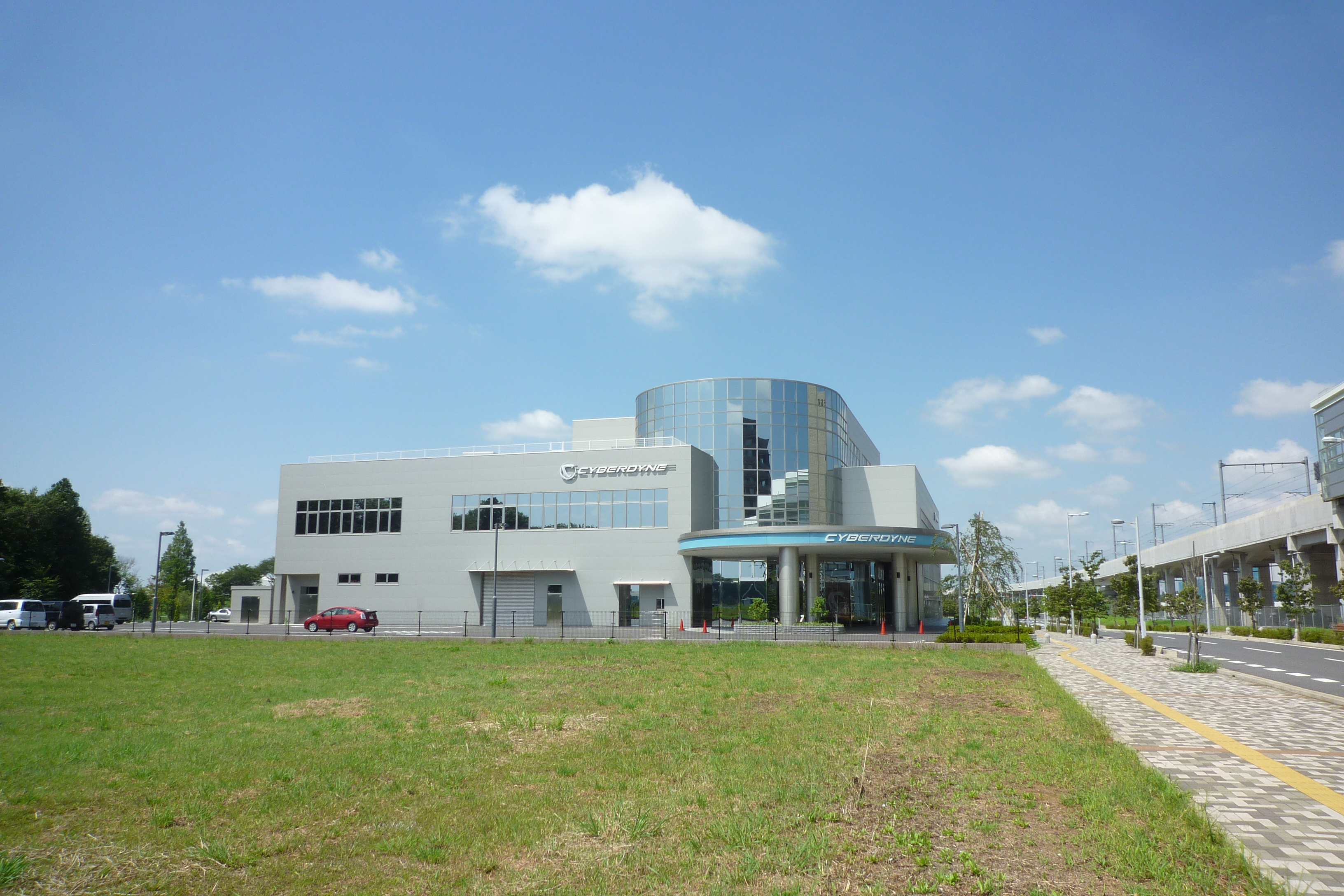
CYBERDYNE株式会社の本社

CYBERDYNE株式会社（サイバーダイン、英名：CYBERDYNE, Inc.）は、つくば市学園南二丁目にあるサイバニクス (Cybernics) 技術に関連する研究開発、製造、販売、保守管理を行っている企業である。具体的な製品としては、パワードスーツ（同社の呼称では装着型サイボーグ あるいはロボットスーツ）、掃除用ロボット などである。

## 概要
2004年に筑波大学教授の山海嘉之によって設立された。
HALを製造していることで知られる。これは、装着することによって身体機能を拡張・増幅・補助することができる世界初のサイボーグ型ロボットであり、製品としてレンタル方式およびリース方式でのみ提供されていた。これは山海が「今はまだ黎明期の技術で開発の進化が早いため、購入した製品がわずか1 - 2年で旧機種扱いになるのはユーザーに申し訳ない。」と考えており、またレンタルだと提供した全製品を自社で管理出来るため新機種への移行も比較的容易で、どのように使われているかも把握しているため、悪用への抑止効果もあるという。
2015年11月、厚生労働省はHALの製造・国内販売を承認した。

## 社名の由来
社名は、映画「ターミネーターシリーズ」に登場する企業と同じである。その縁で、2009年の『ターミネーター4』公開時には、監督のマックGと山海が対談した。この中で山海は、「私の学術の分野の名称が『サイバニクス』といいます。『サイバニクスを要する分野の技術を使って、力を作り出す』ということで、力を意味する『ダイン』。サイバニクス＋ダインで、サイバーダインというわけです。ただ、仕事が終わる18時を過ぎますと、『ターミネーター』も大好きです、と答えるようにしています(笑)」と述べた。また、パワードスーツの名称「HAL」が映画『2001年宇宙の旅』に登場するコンピューターと同じである点については、「Hybrid Assistive Limbの略」であると説明している。

## 沿革
- 2004年（平成16年）6月 - 会社設立。
- 2007年（平成19年）6月 - 筑波大学などとともに、HALの開発で経済産業大臣賞受賞。
- 2008年（平成20年）7月 - 大和ハウス工業とHALの販売につき代理店契約締結。
- 2009年（平成21年）1月 - HAL福祉用の初期モデルを製造販売開始。
- 2013年（平成25年）7月 - 富士重工業よりクリーンロボット事業を譲受。
- 2014年（平成26年）3月 - 東京証券取引所マザーズ上場。
- 2019年（令和元年）12月 - 提携先のスタートアップとともに「サイバニクスEXPO」を初開催[13]。
- 2020年（令和2年）4月 - 3社共同出資の新会社「ムーヴテクス」設立を発表[14]。

## 受賞
- 2007年（平成19年） - 産学官連携功労者表彰経済産業大臣賞[15]
- 2017年（平成29年） - 第3回日本ベンチャー大賞内閣総理大臣賞[16]

## 主な製品
- HAL

・医療用（下肢タイプ／単関節タイプ）
・自立支援用（下肢タイプ／単関節タイプ）
・腰タイプ（介護・自立支援用／自立支援用／作業支援用）
- 外出支援用ロボット機器 RoboCart（開発中）[18]

## テレビ番組
- 日経スペシャル ガイアの夜明け（テレビ東京）
  - ロボットはパートナー 〜実用型ロボット開発に挑む〜（2004年9月28日）[19]
  - ベンチャーがニッポンを救う～それでも負けない技術力～（2009年1月20日）[20] - 「ロボット技術を介護福祉市場へ」を取材。
- 日経スペシャル カンブリア宮殿 医療の未来を切り拓く挑戦者たち スペシャル（2015年1月8日、テレビ東京）- CEO 山海嘉之出演[21]。

## 書籍

### 関連書籍
- 『我らクレイジー☆エンジニア主義』（編著:リクナビNEXT Tech総研）（2007年1月22日、講談社）- 石井裕 山海嘉之 清水浩 塚本昌彦 ほか、カリスマエンジニア全15名のインタビュー集 ISBN 9784062820363
  - 『我らクレイジー☆エンジニア主義』（編著:リクナビNEXT Tech総研）（2010年12月1日、中経出版 文庫）ISBN 9784806138952
- 『サイバニクスが拓く未来 テクノピアサポートの時代を生きる君たちへ』 （著者:山海嘉之）（2018年3月1日、筑波大学出版会/丸善出版）ISBN 9784904074473